# 정재균
정재균(鄭宰均, 1939년 3월 20일, 경상북도 영천 ~ 2008년 2월 16일)은 대한민국의 전직 공무원 출신 정치인이다. 제12·13대 영천시장을 역임했다.

## 학력
- 지곡초등학교
- 산동중학교
- 영남상업고등학교

## 경력
- 경북 영천시 중앙동장(1981년 ~ 1988년)
- 경북 영천시 완산동장(1988년 ~ 1992년)
- 경북 영천시 명산동장(1992년 ~ 1993년)
- 1995년 7월 1일 ~ 2000년 6월 30일 제12·13대 경상북도 영천시장 (무소속)

## 역대 선거 결과
|  | 35.72% |

|  | 36.57% |